# سیجارا یوبنکس
سیجارا یوبنکس (انگلیسی: Sijara Eubanks؛ زادهٔ ۲۷ آوریل ۱۹۸۵) ورزشکار هنرهای رزمی ترکیبی اهل ایالات متحده آمریکا است. وی از سال ۲۰۱۵ میلادی تاکنون مشغول فعالیت بوده‌است.